# Bouzanne
Bouzanne – rzeka we Francji, przepływająca przez teren departamentu Indre, o długości 84,2 km. Stanowi dopływ rzeki Creuse.